# گریت فینبورو
گریت فینبورو (به انگلیسی: Great Finborough) یک روستا و محله مدنی در بریتانیا است که در Mid Suffolk واقع شده‌است. گریت فینبورو ۸۰۸ نفر جمعیت دارد.